# Tricyphona tachulanica
Tricyphona (Tricyphona) tachulanica là một loài ruồi trong họ Pediciidae. Chúng phân bố ở vùng Indomalaya.